# Kevins Cousin allein im Supermarkt
Kevins Cousin allein im Supermarkt (Originaltitel: Career Opportunities) ist eine US-amerikanische Komödie von Bryan Gordon aus dem Jahr 1991, die von John Hughes produziert wurde.

## Handlung
Der 21-jährige Jim Dodge ist in der Kleinstadt, in der er mit seiner Familie lebt, als Spinner und Faulpelz verschrien. In Tagträumen malt er sich aus, aufgrund seiner beruflichen Erfolge und seines guten Aussehens bewundert und begehrt zu sein. In Wirklichkeit ist er dafür bekannt, dass er seine Hilfsarbeiterjobs nie lange behält. Mehrfach wurde er vom Tankstellenbesitzer des Ortes gekündigt und jüngst verlor er seine Arbeit im städtischen Tierheim. Niemand im Ort nimmt ihn wirklich ernst. Eine Ausnahme stellen nur die minderjährigen Jungen aus der Nachbarschaft dar, denen er seine Fantastereien darbietet. So sei er ein Spezial-Agent beim FBI, der gegen die Mafia ermittelt, bekannt dafür, dass er bereits mit 15 Jahren ein künstliches Kuhherz erfunden habe und nun Großaktionär mit Beteiligungen im Tiergesundheitsfürsorgebereich sei. Auch behauptet er, dass er geschäftlichen Kontakt mit dem Vizepräsident von Bulgarien hätte und er einen guten Kontakt mit der Prinzessin von Österreich pflegen würde. Die Kinder sind begeistert von Jim Dodge und seiner angeblichen Karriere. Anders sieht dies seine Familie. Besonders sein Vater wünscht sich, dass sein Sohn etwas aus sich macht und stellt ihn vor die Wahl, entweder einen Job als Nachtschicht-Raumpfleger beim örtlichen Target-Supermarkt anzunehmen oder nach St. Louis zu gehen, um dort bei seinem Onkel als Gärtner zu arbeiten. Jim nimmt deshalb den Job beim Supermarkt an.
In seiner ersten Nachtschicht wird er allein im Laden eingeschlossen, Jim muss deshalb bis zur Ladenöffnung am nächsten Morgen um 7 Uhr dort verweilen. Nach einem kurzen, chaotischen Reinigungseinsatz legt er eine Pause ein. Er bedient sich in der Süßwarenabteilung, schaut entspannt TV und testet verschiedenste Waren. Als er in kurzen Hosen und Brautschleier auf Rollschuhen durch die Gänge rast, entdeckt er plötzlich Josie. Josie, eine Tochter aus reichem Hause, rebelliert gerade gegen ihren Vater und hat sich, nachdem sie ihrem Vater weggelaufen ist, im Großmarkt bewusst versteckt und einsperren lassen. Die Polizei sucht derweil schon nach ihr. Ausgelöst durch die Bemerkung Josies, die Jim verletzt – ob er nicht der Stadtlügner sei–, klagen sie sich in Gesprächen gegenseitig ihre Lebenslast und entdecken dabei ihre Seelenverwandtschaft und gegenseitige Zuneigung. Jim schwärmt schon seit frühesten Schulzeiten für Josie und Josie beneidet Jim um seine Freiheit. Josie, die 52.000 Dollar in ihrer Handtasche hat, schlägt vor, dass sie beide zusammen, am nächsten Morgen, aus der Stadt verschwinden. Gemeinsam warten sie bis zum Morgengrauen und genießen gemeinsam die zahlreichen Möglichkeiten, die ihnen der Laden bietet.
Aber all dies findet ein jähes Ende, als sich ihnen unerwartet zwei gesuchte Räuber in den Weg stellen, die den Markt ausrauben wollen. Jim versucht die Räuber mittels seiner Lügenmärchen zu überwältigen, was nicht wirklich funktioniert. Josie versucht es mit ihren Reizen und schafft es, den Kleintransporter der Kriminellen zu ergattern, mit dem sie das Supermarktgelände verlässt. Jim hat die Verwirrung genutzt und aus dem Büro des Aufsehers eine Shotgun geholt. Mit dieser überwältigt er die Räuber. Zwischenzeitlich ist es hell geworden und Josie wartet am Ausgang des Supermarktes auf Jim. Als der Officer Don, der die ganze Nacht fieberhaft nach Josie gesucht hat, den Supermarkt vorsichtig durchsucht, findet er die beiden Verbrecher angekettet in Liegestühlen vor.
Jim und Josie fahren währenddessen mit einer Limousine durch die Ortschaft und steigen in der Wohngegend von Jim aus. Jims Kinder aus der Nachbarschaft beobachten das Geschehen und sind beeindruckt. Die beiden verlassen wie besprochen die Stadt und genießen zu guter Letzt an einem Swimmingpool die kalifornische Sonne. Jim, der dabei auf den bekannten Schriftzug Hollywood blickt, träumt mit offenen Augen von einem neuen Schriftzug: „Jimwood“.

## Hintergrund
Hergestellt wurde der Film von Hughes Entertainment in Zusammenarbeit mit Universal Pictures. Der Film wurde in Atlanta, Georgia und in Kalifornien gedreht, weitgehend nachts.
Der Film war erstmals 1991 in den US-Kinos zu sehen, war aber nicht sonderlich erfolgreich. In Deutschland erschien der Film erst 1994, dort jedoch nur auf Video. Der Film erschien darüber hinaus auch in Brasilien, Spanien, Portugal, Italien, Frankreich und Finnland.
Der deutsche Titel ist angelehnt an die erfolgreiche John Hughes-Produktion Kevin allein zu Haus, obwohl die Geschichten dieser beiden Filme in keiner Verbindung zueinander stehen.

## Synchronisation
| Rolle           | Schauspieler      | Deutscher Sprecher |
| --------------- | ----------------- | ------------------ |
| Jim Dodge       | Frank Whaley      | Michael Deffert    |
| Josie McClellan | Jennifer Connelly | Maud Ackermann     |
| Aufseher        | William Forsythe  | Ronald Nitschke    |
| Gil Kinney      | Kieran Mulroney   | Santiago Ziesmer   |
| C. D. Marsh     | John Candy        | Andreas Mannkopff  |
| Nestor Pyle     | Dermot Mulroney   | Michael Iwannek    |

## Kritik
Der Film blieb von der Kritik weitgehend unbeachtet. Im Zweitausendeins Filmlexikon urteilte man „[…] Eine unterdurchschnittliche Provinzposse, deren deutscher Verleihtitel vergeblich um Ähnlichkeiten mit den erfolgreichen „Kevin“-Komödien buhlt. […]“.
Cinema schrieb, der Film sei „öder Jux und miese Dollerei.“

## Medien
- VHS: Kevins Cousin allein im Supermarkt – VCL
- VHS: Career Opportunities – Universal Studios
- DVD: Career Opportunities – Universal Studios